# Rhodiola humilis
Rhodiola humilis är en fetbladsväxtart som först beskrevs av Joseph Dalton Hooker och Thoms. emend. R.-hamet, och fick sitt nu gällande namn av Fu. Rhodiola humilis ingår i släktet rosenrötter, och familjen fetbladsväxter. Inga underarter finns listade i Catalogue of Life.